# Сан-Фелиш (Сан-Педру-ду-Сул)
Сан-Фелиш (порт. São Félix) — район (фрегезия) в Португалии, входит в округ Визеу. Является составной частью муниципалитета Сан-Педру-ду-Сул. Находится в составе крупной городской агломерации Большое Визеу. По старому административному делению входил в провинцию Бейра-Алта. Входит в экономико-статистический субрегион Дан-Лафойнш, который входит в Центральный регион. Население составляет 399 человек на 2001 год. Занимает площадь 3,73 км².